# Міст імені Віталія Скакуна (Прага)
Міст імені Віталія Скакуна (Скакунів міст, чеськ. Skakunův most) — залізобетонний автомобільний міст у Празі, що межує з вулицями Коруновачна (чеськ. Korunovační) та Українських Героїв у районі Прага 6 і проходить над залізничною колією. Поряд з мостом розміщене посольство Російської Федерації.
У резолюції від 28 лютого 2022 року муніципальна рада Праги 6 закликала міську владу перейменувати частину вулиці Коруновачної на вулицю Українських Героїв, а досі неназваний міст на вулиці Коруновачній через залізничну колію — на міст імені Віталія Скакуна. Міст названо на честь Віталія Скакуна, який 24 лютого 2022 року ціною власного життя підірвав автомобільний міст Генічеськ — Арабатська Стрілка, щоб перешкодити просуванню російських військ. Перейменування і моста, і вулиці пов'язане з близькістю російського посольства.  
Урочисте відкриття моста відбулося 22 квітня 2022 року.

## Галерея

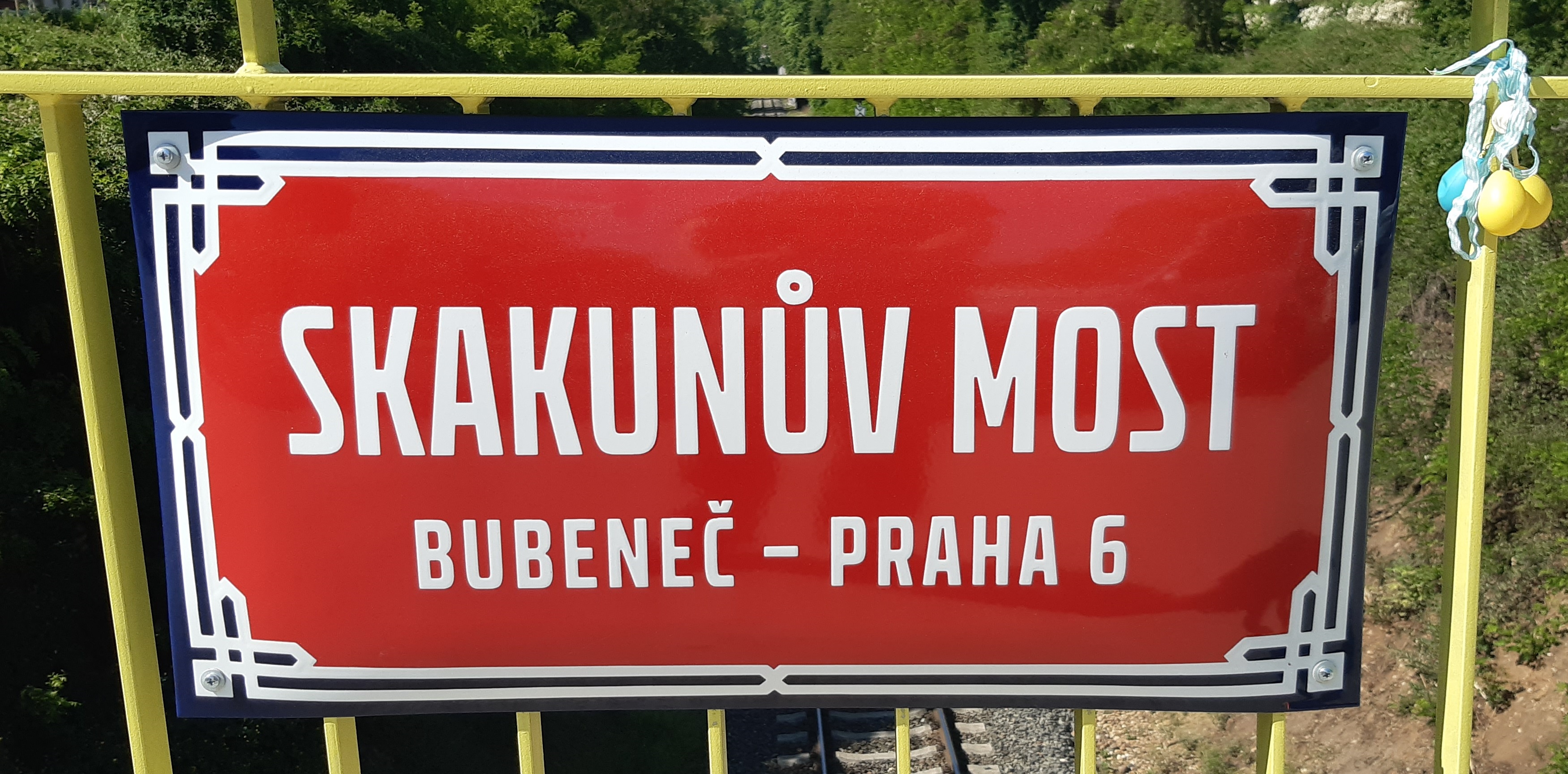
Табличка